# Tjurlången
Tjurlången är en sjö mellan Arboga och Götlunda i Arboga kommun i Västmanland och ingår i Norrströms huvudavrinningsområde. Sjön har en area på 1,33 kvadratkilometer och ligger 33,1 meter över havet. Vid provfiske har bland annat abborre, braxen, gers och gädda fångats i sjön.

## Delavrinningsområde
Tjurlången ingår i delavrinningsområde (658320-149845) som SMHI kallar för Utloppet av Tjurlången. Medelhöjden är 41 meter över havet och ytan är 12,21 kvadratkilometer. Det finns inga avrinningsområden uppströms utan avrinningsområdet är högsta punkten. Vattendraget som avvattnar avrinningsområdet har biflödesordning 2, vilket innebär att vattnet flödar genom totalt 2 vattendrag innan det når havet efter 189 kilometer. Avrinningsområdet består mestadels av skog (74 procent). Avrinningsområdet har 1,49 kvadratkilometer vattenytor vilket ger det en sjöprocent på 12,2 procent.
Vid Tjurlångens nordliga strand ligger fornborgen Halvarsborg.

## Fisk
Vid provfiske har följande fisk fångats i sjön:
- Abborre
- Braxen
- Gärs
- Gädda
- Gös
- Löja
- Mört
- Ruda
- Sutare